# BYD M6
BYD M6 — мінівен від китайського виробника BYD Auto. 

## Опис

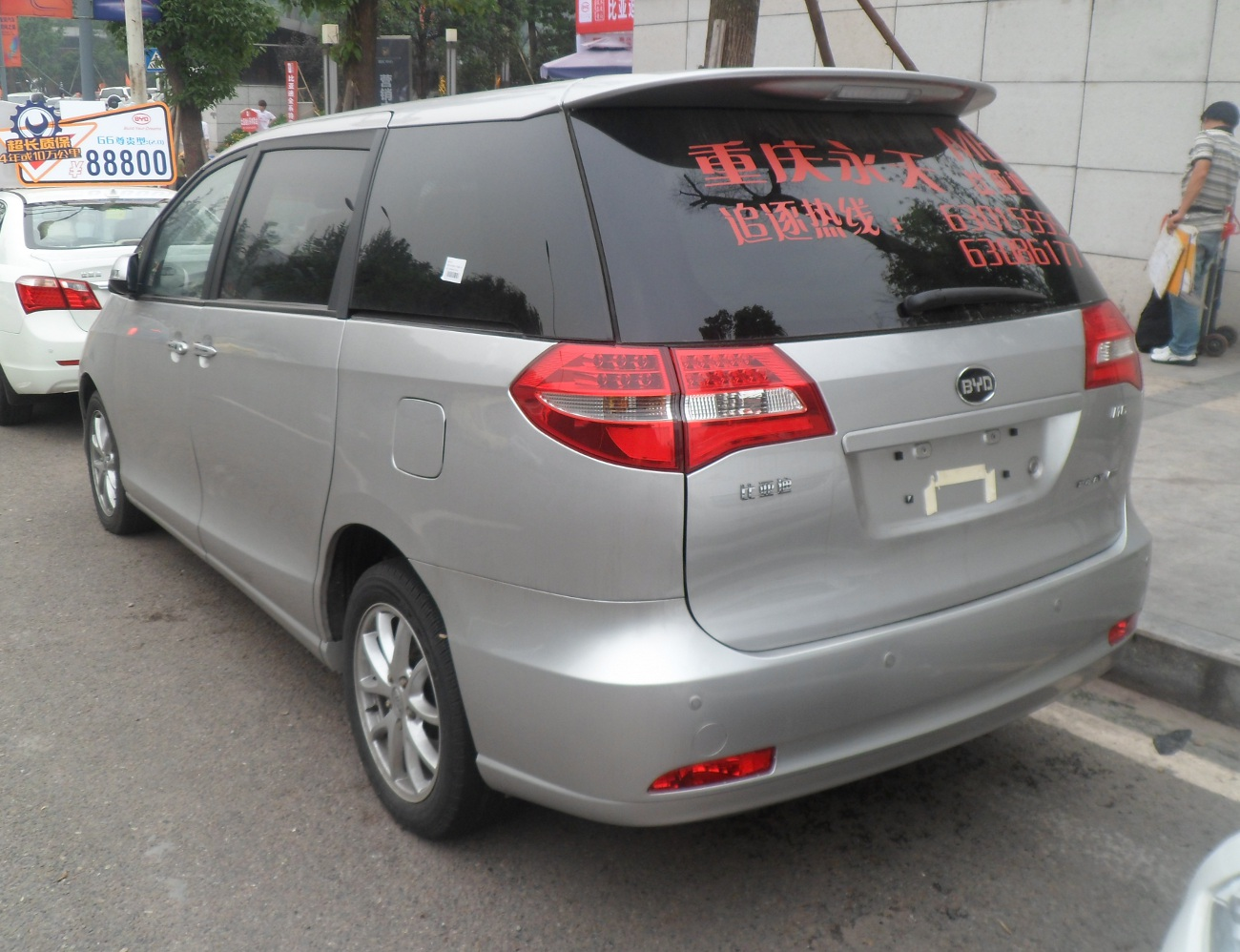

Вперше автомобіль був показаний на Шанхайському автосалоні у 2009 році. Візуально автомобіль дуже схожий на Toyota Previa, але розміри трохи відрізняються.
Для M6 доступні два двигуни, власний 2,0-літровий двигун BYD483 потужністю 103 кВт (138 к.с.) і 2,4-літровий двигун 4G69 на базі Mitsubishi потужністю 118 кВт (162 к.с.).